# Gof Bongole
Gof Bongole är en krater i Kenya.   Den ligger i länet Marsabit, i den centrala delen av landet, 400 km norr om huvudstaden Nairobi. Toppen på Gof Bongole är 845 meter över havet. Gof Bongole ingår i Res Fila.
Terrängen runt Gof Bongole är huvudsakligen kuperad, men västerut är den platt. Runt Gof Bongole är det mycket glesbefolkat, med 6 invånare per kvadratkilometer. Närmaste större samhälle är Marsabit, 15,1 km norr om Gof Bongole. Omgivningarna runt Gof Bongole är i huvudsak ett öppet busklandskap.